# Dave Miller
David Stanley „Dave” Miller (ur. 18 września 1943 w Vancouver) – kanadyjski żeglarz sportowy. Brązowy medalista olimpijski z Monachium.
Brał udział w trzech igrzyskach olimpijskich (IO 64, IO 68, IO 72). W 1964 startował w Starze, w 1968 w Dragonie, w 1972 zajął trzecie miejsce w klasie Soling. Wspólnie z nim załogę łodzi stanowili John Ekels i Paul Côté.